# Borolia oaxacana
Borolia oaxacana är en fjärilsart som beskrevs av William Schaus 1898. Borolia oaxacana ingår i släktet Borolia och familjen nattflyn. Inga underarter finns listade i Catalogue of Life.